# Ernst te Peerdt

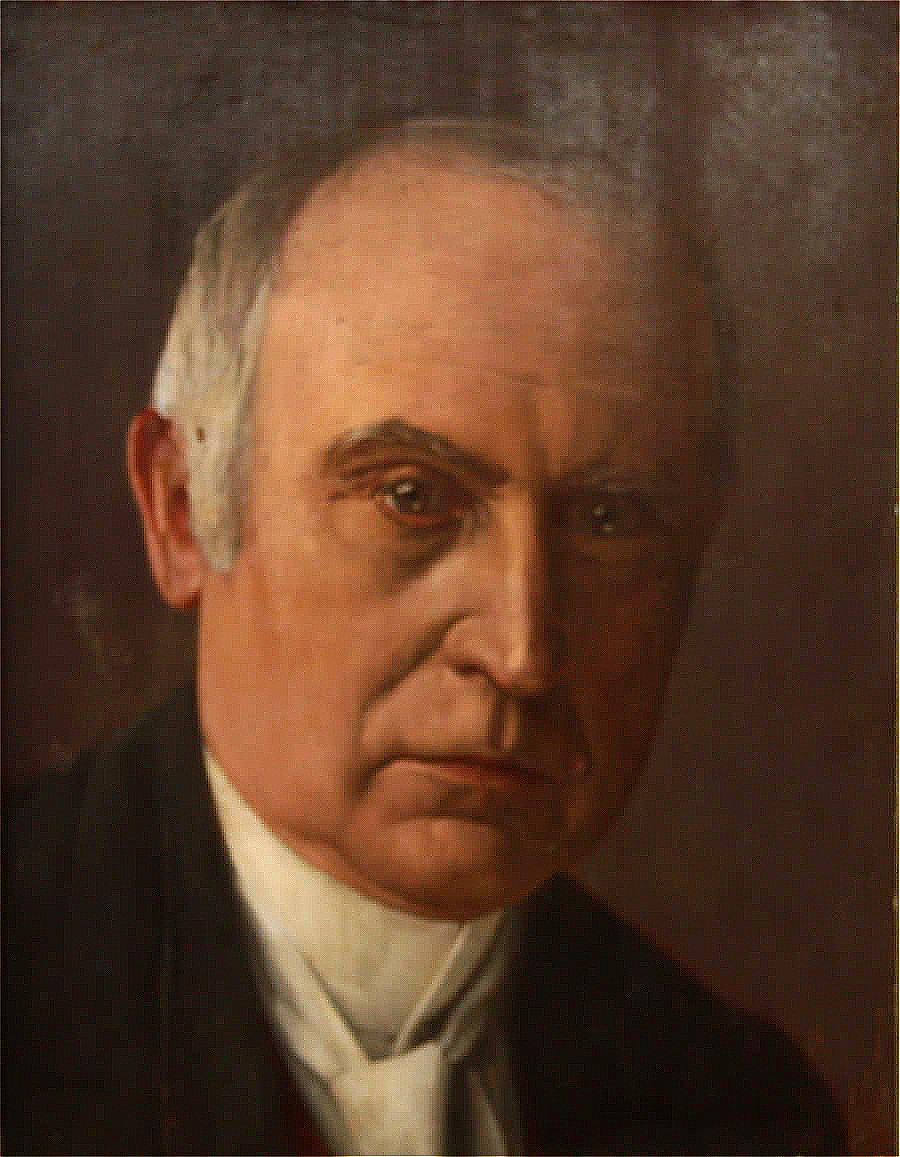
Selbstporträt

Ernst Carl Friedrich te Peerdt (* 25. November 1852 in Tecklenburg; † 20. Februar 1932 in Düsseldorf) war ein deutscher Maler der Düsseldorfer und Münchner Schule.

## Leben
Te Peerdt wurde als Sohn eines protestantischen Kreisrichters in Tecklenburg (Provinz Westfalen) geboren. Seine Jugend verbrachte er in Wesel, wo er das Gymnasium ging. Ab 1868 besuchte er die Kunstakademie Düsseldorf, wo ihn Eduard Bendemann und Andreas Müller unterrichteten. 1873 folgte ein Wechsel an die Münchner Akademie. Dort unterwiesen ihn Ferdinand Piloty und Wilhelm von Diez. Ab 1874 erhielt er Unterricht bei Ludwig Knaus an der Berliner Akademie.

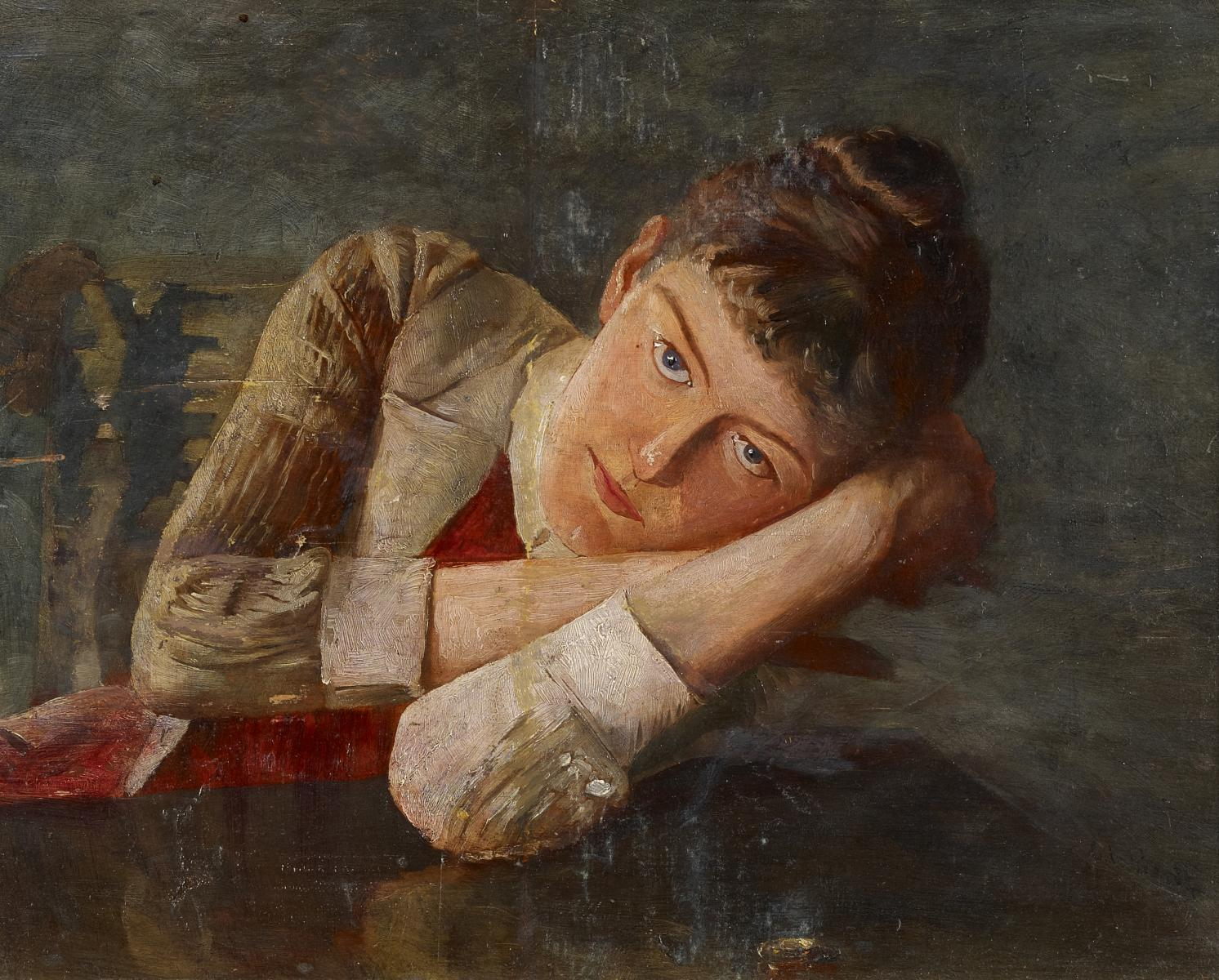
Porträt der Ehefrau

Von 1878 bis 1881 bereiste er Italien (Venedig, Ravenna, Rom, Capri, Süditalien). 1881 bis 1884 weilte er in Düsseldorf, wo er Mitglied des Künstlervereins Malkasten war. In den Jahren 1884 bis 1892 wohnte er in München. Dort heiratete er am 17. Dezember 1888 Wilhelmine (Minna) Baumgartner aus Burghausen. 1890 wurde seine Tochter Johanna geboren. 1893 ließ sich te Peerdt erneut in Düsseldorf nieder. In Düsseldorf wohnte te Peerdt 1910 in der Gneisenaustraße 12, Pempelfort. Der Sohn Heinrich wurde 1895 geboren.
1909 trat te Peerdt dem Sonderbund bei und beteiligte sich an dessen Ausstellungen in der Kunsthalle Düsseldorf (1909) und im Kunstpalast Düsseldorf (1910). Zum Ehrenmitglied des Sonderbundes wurde er 1911 ernannt. Seine Mitglieder, die sich vor allem für seine Freilichtstudien und Landschaften interessierten, betrachteten te Peerdt wegen seiner frühen impressionistischen Malerei als ihren Vorläufer. 1914 organisierte Alfred Flechtheim te Peerdts erste Einzelausstellung in seiner Düsseldorfer Galerie. Im gleichen Jahr platzierte Flechtheim te Peerdt auf der Kölner Werkbundausstellung. Im September 1917 folgte eine Einzelausstellung beim Kölnischen Kunstverein. Flechtheim, der te Peerdt als „düsseldorfischen Liebermann“ propagierte, stellte ihn erneut 1917, 1919, 1924 und 1930 aus. Am 11. Mai 1918 wurde te Peerdt auf der Großen Kunstausstellung im Kunstpalast Düsseldorf der Titel Professor verliehen. 1919 wurde te Peerdt neben Christian Rohlfs auf Vorschlag von Karl Koetschau Ehrenmitglied der Düsseldorfer Künstlergruppe Das Junge Rheinland. Am 20. Juni 1925 verlieh ihm die Rheinische Friedrich-Wilhelms-Universität Bonn die Ehrendoktorwürde. Im gleichen Jahr porträtierte ihn der Düsseldorfer Maler Arthur Kaufmann auf seinem Bild Die Zeitgenossen, um te Peerdt als „Ahnherrn“ der modernen rheinischen Malerei zu charakterisieren. Die Kunstakademie Düsseldorf ehrte ihn am 25. November 1927 zu seinem 75. Geburtstag durch eine Morgenfeier und die Verleihung der Ehrenmitgliedschaft. 1928 nahm te Peerdt an der Ausstellung Deutsche Kunst in Düsseldorf teil. 1932 würdigte ihn Walter Cohen durch einen Nachruf in der Zeitschrift Die Kunst für Alle als einen „Maler-Dichter-Philosoph[en]“ mit einer „trotz vielen Sonderbarkeiten ehrfurchtsgebietende[n] Persönlichkeit“. Im gleichen Jahr zeigte die Ausstellung Düsseldorf-Münchener Kunst in einem eigenen Raum des Kunstpalasts Düsseldorf eine „Gedächtnisausstellung für Ernst te Peerdt“, in der auch das in hohem Alter geschaffene Selbstbildnis te Peerdts präsentiert wurde.

## Werk (Auswahl)

### Malerei

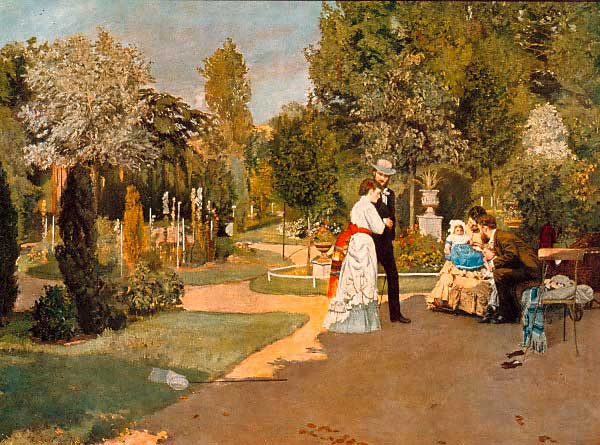
Gesellschaft im Park (Parkszene), 1873, Wallraf-Richartz-Museum & Fondation Corboud

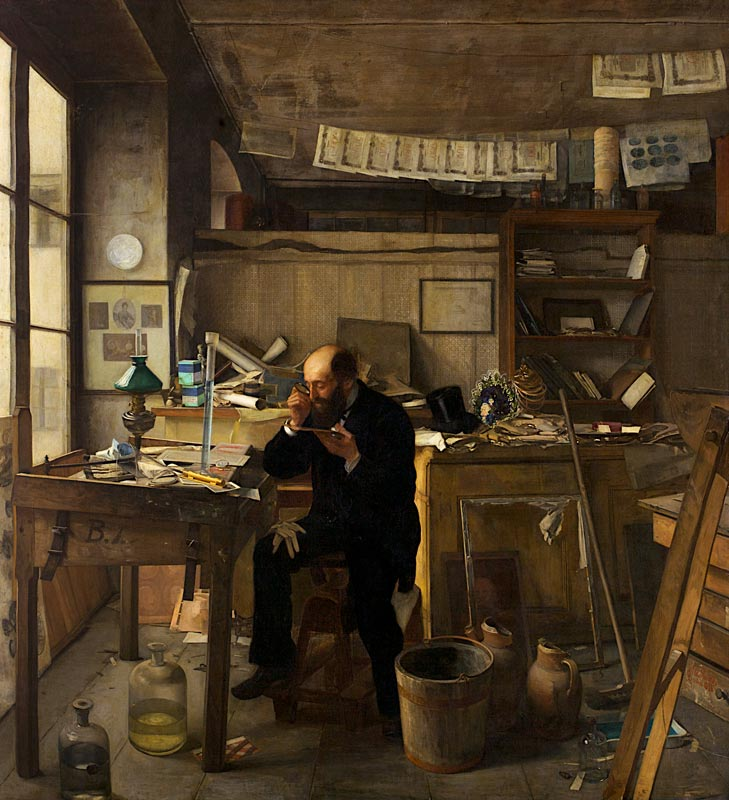
Der Kupferdrucker (Der Banknotenfälscher; Ein Heliograph in seinem Atelier), 1876, Museum Kunstpalast

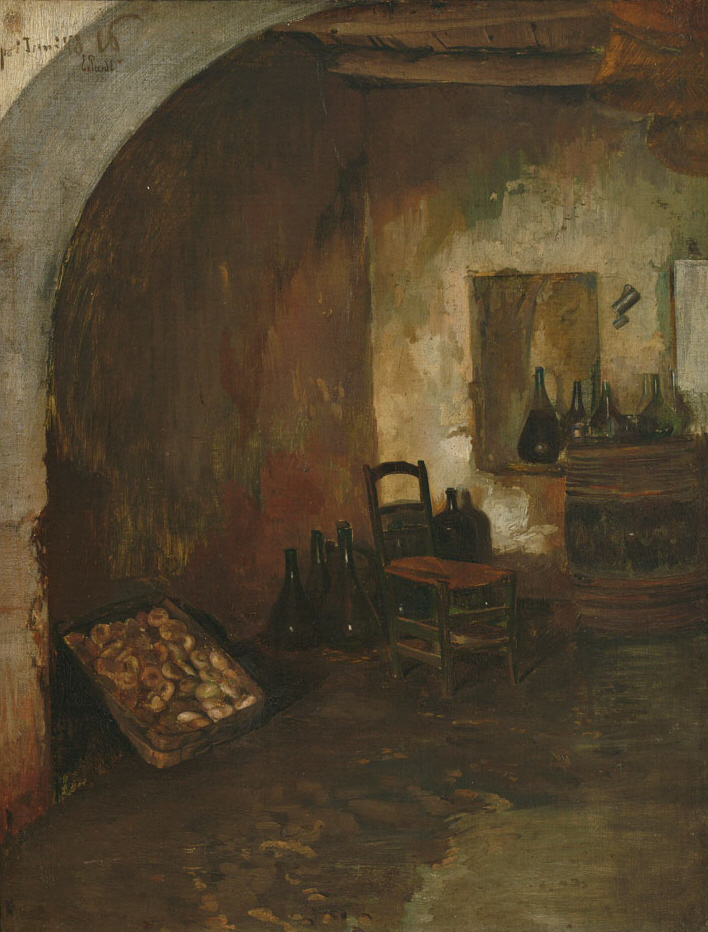
Gewölbekeller, Capri 1878

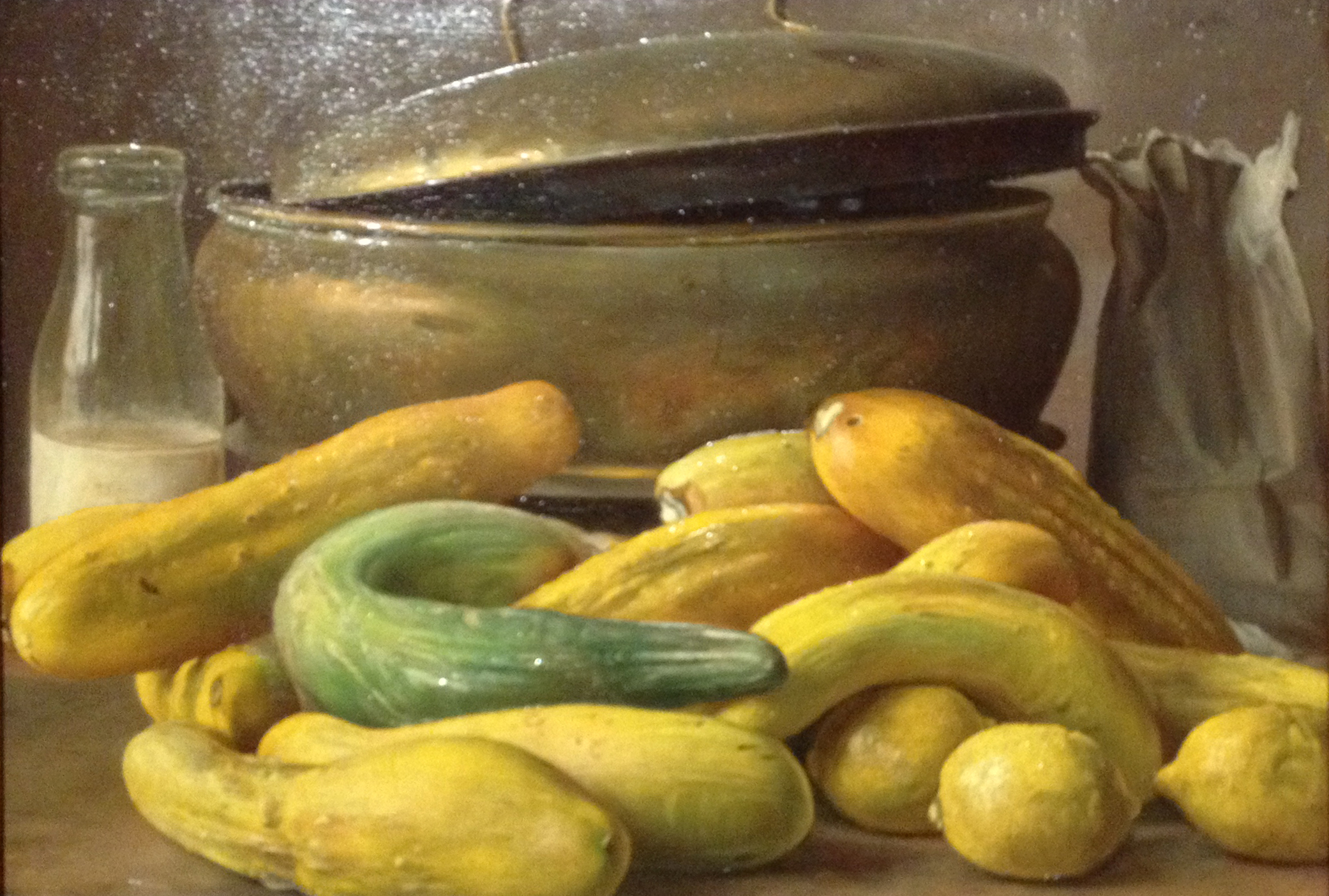
Gurkenstillleben, Öl auf Leinwand, 1917 erworben durch das Museum Kunstpalast

Te Peerdts vielseitige Malerei wurzelt in der Kunst des 19. Jahrhunderts, besonders in den Traditionen der Düsseldorfer und der Münchner Schule. Seine malerische Ausdrucksweise war im Laufe seines Lebens mehreren Wandlungen unterworfen. Eines seiner Hauptwerke, die Gesellschaft im Park (1873), zeigt die Familie Sohn-Rethel im Park des Malkasten-Hauses. Dieses Frühwerk überrascht durch seine Nähe zum französischen Impressionismus, mit dem er in seiner Münchner Studienzeit durch den ungarischen Maler Pál Szinyei Merse in Berührung gekommen sein könnte. Das in Düsseldorfer Tradition sorgfältig durchkomponierte Genrebild Der Kupferdrucker, das einen Banknotenfälscher bei der Arbeit zeigt, erinnert in der bekenntnishaften Direktheit an Johann Peter Hasenclevers Atelierszene.
- Testamentaufnahme, 1872[20]
- Gesellschaft im Park (Parkszene), 1873, seit 1909 im Wallraf-Richartz-Museum, Köln[21][22]
- Familie unter Birken, 1873
- Der Kupferdrucker (Der Banknotenfälscher; Ein Heliograph in seinem Atelier), 1876, seit 1917 im Museum Kunstpalast, Düsseldorf (vormals Städtische Kunstsammlungen zu Düsseldorf)[23]
- Der Negermönch, 1877[24]
- Der Rhein bei Düsseldorf, 1878
- Garten im Elternhaus, 1878[25]
- Gewölbekeller, Capri 1878
- Damenporträt, 1879
- Ein Märztag, um 1881[26]
- Um Nichts, um 1883[27][28]
- Raitenhaslach, 1889, Privatbesitz
- Waldinneres bei Burghausen, 1890, seit 1919 Museum Kunstpalast, Düsseldorf[29]
- Selbstbildnis
- Gurkenstillleben, seit 1917 im Museum Kunstpalast, Düsseldorf

### Schriften
Te Peerdt betätigte sich neben der Malerei als Kunstschriftsteller und Dramatiker. Ferner publizierte er philosophische Erörterungen und Übersetzungen aus dem Indischen.
- Von dem Wesen der Kunst, 1893 (Digitalisat).
- Das Problem der Darstellung des Moments der Zeit in den Werken der malenden und zeichenden Kunst, 1899[30] (Digitalisat).
- Berufung, Drama, 1901.
- Der Dichter und der Tod, Drama, 1906.
- Gedanken über das Problem des Selbstbewusstseins bei Lesung der Upanishads, 1914.
- Das Ding an sich – das Ding als Funktion, 1927.

### Nachlass
Te Peerdts Nachlass verwahren das Heinrich-Heine-Institut in Düsseldorf (Gemälde, Schriften, Briefe und weitere Dokumente) und das Stadthaus in Erftstadt-Lechenich (135 Zeichnungen, 19 Gemälde).